# RSS Invincible
Pour les articles homonymes, voir Invincible.
Le RSS Invincible est le navire de tête de la classe Invincible, des sous-marins de la marine de Singapour. Il a été lancé le 18 février 2019 à Kiel en Allemagne.

## Conception
Le RSS Invincible est de capacité océanique, plus grand que les sous-marins de classe Challenger et Classe Archer auparavant exploités par la Marine de Singapour. Sa conception a été influencée par le type 214 ou le type 216, des sous-marins destinés à l’exportation qui ont été conçus pour les besoins potentiels de plusieurs autres Marines (australienne, canadienne et indienne),. Ses fonctionnalités incluent une propulsion indépendante de l’air (AIP) et un système de combat conçu par Atlas Elektronik et ST Electronics. La classe Invincible dispose également d’un gouvernail en forme de « X » qui offre une manœuvrabilité accrue dans les eaux littorales confinées, par opposition à la disposition du gouvernail cruciforme du Type 214.
Le gouvernail en « X » est utilisé sur le sous-marin Type 212 et son dérivé plus grand et plus récent, le sous-marin de classe Dolphin 2 construit pour la Marine israélienne, qui est presque identique en taille au sous-marin de classe Invincible. Israël et Singapour ont des liens militaires étroits et se procurent fréquemment les mêmes systèmes d'armes.
On pense qu’ils ont un sas horizontal polyvalent, qui peut être utilisé pour lancer des torpilles, des plongeurs ou des équipes d’assaut des forces spéciales, et ils ont également la capacité de lancer des missiles de croisière en immersion avec une option pour un sas polyvalent vertical, pour lancer des missiles verticalement, comme le BGM-109 Tomahawk ou le Naval Strike Missile.